# HD 90518
HD 90518，又名CD-42 6222，SAO 222047、HR 4099，是一颗恒星，视星等为6.13，位于銀經276.47，銀緯12.55，其B1900.0坐标为赤經10h 21m 53.1s，赤緯-42° 12.55′ 43″。